# Färskmassa
Färskmassa är pappersmassa som kommer från massabruk och som inte återvunnits i form av returfiber. Den engelska benämningen brukar vara virgin pulp. Även benämningen färskfiber används för fibrer (eller massa) som inte haft någon tidigare användning. På motsvarande vis används på engelska benämningen virgin fibre.
I princip all pappersmassa som säljs på marknaden som (torkad) massa i balform utgörs av färskmassa. Denna marknadsmassa brukar kallas avsalumassa. Den helt dominerande andelen avsalumassa utgörs av blekt kemisk massa. Undantagsvis förekommer oblekt kemiska massa samt i viss utsträckning mekaniska massor, speciellt CTMP eller kemitermomekanisk massa.
Massan, som i integrerade massa- och pappersbruk, otorkad pumpas till papperstillverkning utgörs naturligtvis också av så kallad färskmassa.
Färskmassa ska användas vid tillverkning av pappers- och kartongprodukter i kontakt med livsmedel, till exempel kartonger för djupfrusen mat eller pizzakartonger, eftersom minimal bakterienivå för returfiberbaserad papperstillverkning kan vara svår att säkerställa.